# Plantagenet Shire
Plantagenet Shire är en kommun i Western Australia, Australien. Kommunen, som är belägen 360 kilometer syd om Perth, i regionen Great Southern, har en yta på 4 876 kvadratkilometer, och en folkmängd på 4 882 enligt 2011 års folkräkning. Huvudort är Mount Barker.